# بي إتش بوستا
بي اتش بوستا (بالبوسنوية: BH Pošta)‏ هي واحدة من ثلاث شركات مسؤولة عن الخدمات البريدية في البوسنة والهرسك. والاثنان الآخران هما سربسكي بوشت وهرفاتسكا بوشتا موستار. وتم إنشاء أول محطة تلغراف في موستارو عام 1858.

## روابط خارجية
- الموقع الرسمي